# Konami Sound Cartridge

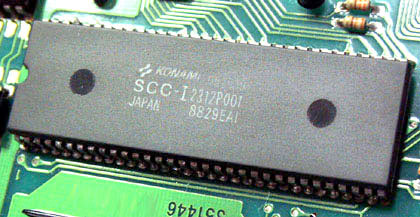
Konami Sound Cartridge

De Konami Sound Cartridge is een geluidschip welke werd meegeleverd met de MSX-computerspellen Snatcher en SD Snatcher. De Konami Sound Cartridge wordt soms ook aangeduid met SCC+. Het betreft namelijk een verbeterde versie van de Konami SCC-geluidschip en beschikt over 64 kB vluchtig RAM.
Net als de eerste SCC-chip beschikt de Konami Sound Cartridge over 5 geluidskanalen en elk kanaal beschikt over 32 bytes voor de golfvorm, dit in tegenstelling tot de eerste SCC waar de kanalen 4 en 5 deze golfvorm moeten delen. De golfvorm wordt ingesteld door 32 bytes van 8 bit samples.
De meegeleverde cartridge bij het spel Snatcher wijkt af van de meegeleverde cartridge bij Super Deform Snatcher. De cartridges hebben een afwijkende geheugenlay-out. Dit werd vermoedelijk gedaan om de cartridges onderling incompatibel te maken. Tegenwoordig emuleren de meeste MSX-emulatoren beide cartridges, waaronder openMSX, blueMSX en MESS.
De meeste computerspellen heruitgebracht onder de naam Konami Games Collection voor MSX-computers maken gebruik van deze geluidscartridge, wat resulteert in een verbeterde geluidsweergave. De cartrige wordt niet door andere programma's gebruikt.
Elke chip bevat de volgende opdruk: KONAMI 052539 SCC-I2312P001 JAPAN, gevolgd door een locatie of productie(batch)code en datumcode, bijvoorbeeld: 8951EAI. De eerste twee cijfers geven het jaartal aan, het derde en vierde cijfer het weeknummer en de cijfercombinatie geeft een productiecode weer.

## Gebruik van het geheugen
Alles bewerkingen worden uitgevoerd middels het gebruik van memory-mapped I/O, en vertoont hiermee sterke overeenkomsten met de SCC ROM-cartridges.
Net als bij SCC-cartridges is het geheugen verdeeld in vier geheugenbanken van 8 kB:
| Bank 1        | Bank 2        | Bank 3        | Bank 4        |
| ------------- | ------------- | ------------- | ------------- |
| 4000h - 5FFFh | 6000h - 7FFFh | 8000h - 9FFFh | A000h - BFFFh |

Om de adressering te wijzigen schrijft men naar een van deze geheugenadressen:
| Bank 1        | Bank 2        | Bank 3        | Bank 4        |
| ------------- | ------------- | ------------- | ------------- |
| 5000h - 57FFh | 7000h - 77FFh | 9000h - 97FFh | B000h - B7FFh |

Bits 4 tot 7 worden genegeerd. Waarden 0 tot 7 selecteren 8 kB pagina's van het lagere 64 kB deel (meegeleverd met Snatcher), en de waarden 8 tot 15 het hogere 64 kB deel (meegeleverd met Super Deform Snatcher).
Standaard (na een reset) selecteert bank 1 gebied 0, bank 2 gebied 1, bank 3 gebied 2 en bank 4 gebied 3. Dit is wederom gelijk aan de Konami SCC ROM-cartridges. Indien het lagere 64 kB deel leeg is (dit is het geval bij de meegeleverde cartridge van Super Deform Snatcher), dan zal het geheugen leeg worden (lees: FFh).
Standaard kan het RAM niet worden gewijzigd. Door het instellen van een bit op een andere geheugenplek kunnen deze gebieden niet langer worden gewijzigd (ROM-modus) maar kan er nog wel naar worden geschreven (RAM-modus). Dit wordt gedaan middels het schrijven naar het modesregister, welke altijd toegankelijk via de adressen BFFEh en BFFFh. Via dit register kan de SCC tevens in de SCC+-modus worden geschakeld, waar de kanalen 4 en 5 geen golfvorm delen.
| Bit   | Omschrijving                                                          |
| ----- | --------------------------------------------------------------------- |
| bit 7 | geen functie                                                          |
| bit 6 | geen functie                                                          |
| bit 5 | als gezet, sound chip zit in SCC+ mode anders in SCC compatibiliteit  |
| bit 4 | als gezet, banken 1 tot 3 zijn in RAM mode anders in gedeelteselectie |
| bit 3 | geen functie                                                          |
| bit 2 | als gezet en bit 5 is gereset, bank 3 zit in RAM mode ongeacht bit 4  |
| bit 1 | als gezet, bank 2 zit in RAM mode ongeacht bit 4                      |
| bit 0 | als gezet, bank 1 zit in RAM mode ongeacht bit 4                      |

Zelfs in de RAM-modus kan het geheugen onder BFFEh en BFFFh niet worden gewijzigd door deze adressen aangezien deze altijd worden opgenomen in het modusregister.
Konami gebruikt 20h en 3Fh voor het modusregister aangezien ze altijd SCC+-modus gebruiken. 30h werkt echter ook voor de RAM-modus.